# Milimeter živega srebra
Miliméter žívega srebrà (kratica mmHg, en. milimeter hydrargyrum) je enota za tlak, ki se uporablja na primer v medicini za merjenje krvnega tlaka in drugih tlakov. Izražena je z višino stolpca živega srebra v živosrebrnem manometru. En milimeter živega srebra ustreza 133,322
paskala.
Milimetri živega srebra niso vključeni v mednarodni sistem enot (SI). Po sistemu SI je dogovorjena izpeljana enota za izražanje tlaka paskal, vendar tako Evropska direktiva 76/766/EGS kot tudi slovenska Odredba o merskih enotah dovoljujeta uporabo enote mmHg za izražanje krvnega tlaka in tlakov drugih telesnih tekočin.